# Dithyrea
Dithyrea Harv. – rodzaj roślin z rodziny kapustowatych. Obejmuje dwa gatunki występujące w południowo-zachodniej części Stanów Zjednoczonych i w północno-zachodnim Meksyku. 

## Morfologia

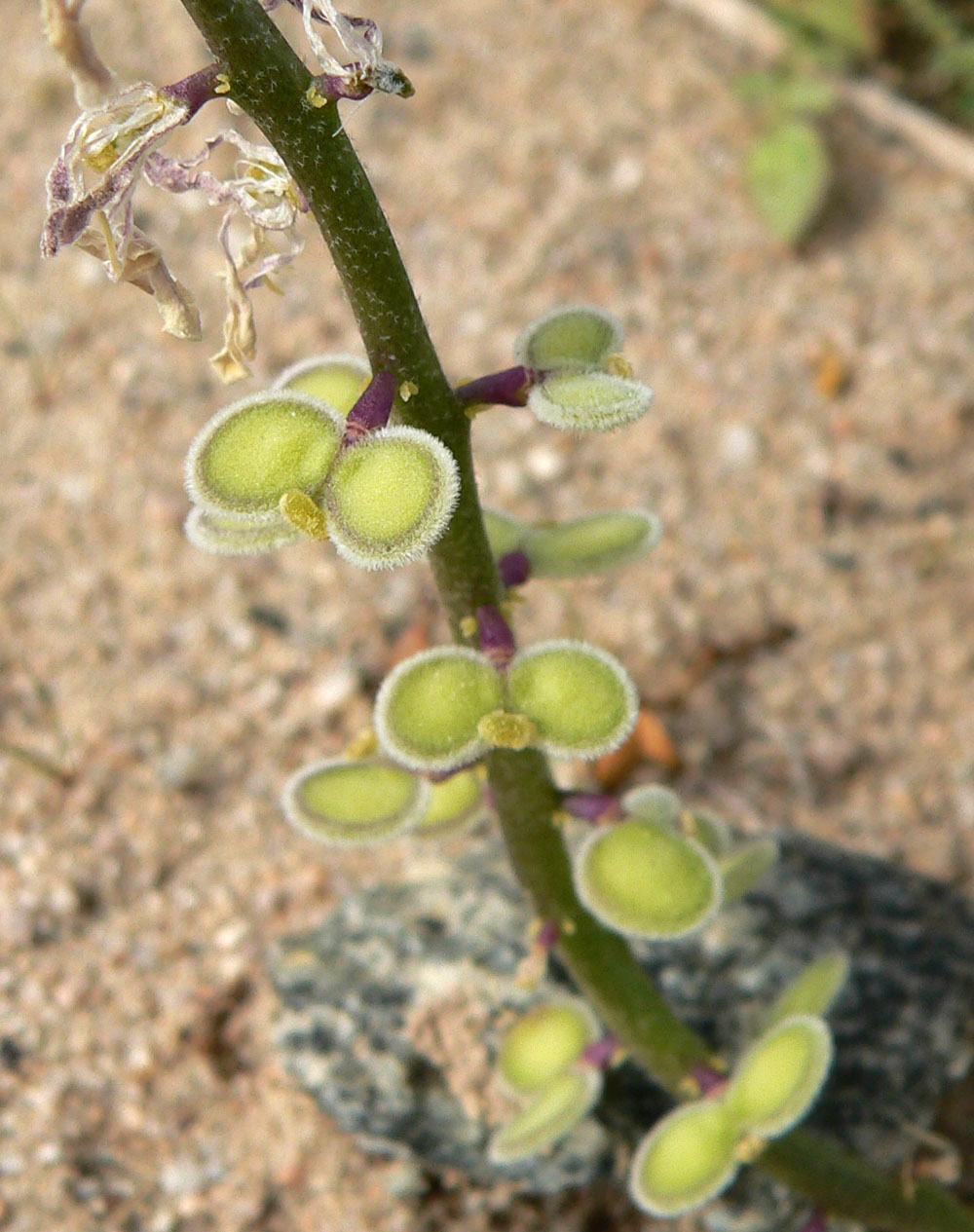
Owoce Dithyrea californica

PokrójRośliny jednoroczne (D. californica) i byliny (D. maritima), gęsto pokryte włoskami pojedynczymi, maczużkowato rozszerzonymi (D. californica) lub gwiazdkowatymi (D. maritima). Łodygi prosto wzniesione lub podnoszące się, rozgałęzione.
LiścieOdziomkowe zebrane w rozetę, ogonkowe, ząbkowane, falisto wcinane, rzadziej pierzastodzielne. Liście łodygowe na krótszych ogonkach lub siedzące, całobrzegie, ząbkowane lub faliste.
KwiatyZebrane w grona. Działki kielicha cztery, równowąskie lub równowąsko owalne, wzniesione, wewnętrzna para często workowato rozdęta u nasady. Płatki korony cztery, białe, lawendowe do różowych, językowate, dłuższe od działek. Pręcików 6, czterosilnych; 4 wewnętrzne dłuższe od 2 zewnętrznych, na nitkach cienkich, nie spłaszczonych; z pylnikami równowąskimi lub strzałkowatymi. Zalążnia z dwoma zalążkami, wyraźną szyjką słupka zwieńczoną całobrzegim, główkowatym znamieniem.
OwoceDwuczęściowe, owłosione łuszczynki, każda z części półkolista, spłaszczona z pojedynczym nasionem. Wyrastają w gronie (D. californica) wydłużającym się w czasie owocowania lub nie (D. maritima). Nasiona spłaszczone, nieoskrzydlone i gładkie.

## Systematyka
Rodzaj roślin z plemienia Physarieae w obrębie rodziny kapustowatych Brassicaceae.
Wykaz gatunków
- Dithyrea californica Harv.
- Dithyrea maritima (Davidson) Davidson